# Hyun Bin
Kim Tae-pyung (sinh ngày 25 tháng 9 năm 1982), thường được biết đến với nghệ danh Hyun Bin, là một nam diễn viên người Hàn Quốc.
Anh được biết đến rộng rãi nhờ vai diễn trong bộ phim truyền hình hài lãng mạn Tên tôi là Kim Sam Soon năm 2005. Kể từ đó, anh đảm nhận nhiều vai chính trong các chương trình truyền hình thành công khác, bao gồm bộ phim giả tưởng lãng mạn Khu vườn bí mật (2010–2011), Ký ức Alhambra (2018–2019) và bộ phim tình cảm lãng mạn Báo động khẩn, tình yêu hạ cánh (2019– 2020). Sự nổi tiếng của Hyun Bin càng được mở rộng khi đóng vai chính trong một loạt thành công phòng vé: Cộng sự bất đắc dĩ (2017) và phần tiếp theo năm 2022, Vòng xoáy lừa đảo (2017), Cuộc đàm phán sinh tử (2018).
Trong suốt sự nghiệp điện ảnh và truyền hình của mình, anh ấy đã được đề cử cho một số giải thưởng mang tính biểu tượng, bao gồm năm giải thưởng tại Giải thưởng Nghệ thuật Baeksang, và giành được nhiều giải thưởng cho sự công nhận diễn xuất của mình, bao gồm Giải thưởng lớn (Daesang) cho TV tại Giải thưởng Nghệ thuật Baeksang lần thứ 47.

## Sự nghiệp

### 2004–2009: Sự khởi đầu
Hyun Bin ra mắt với tư cách là một diễn viên trong bộ phim truyền hình Bodyguard năm 2003. Sau đó, anh đóng vai chính trong bộ phim sitcom Nonstop 4 và bộ phim tình cảm lãng mạn kỳ quặc Ireland, và ra mắt bộ phim cùng năm trong bộ phim thể thao dành cho giới trẻ Spin Kick. Hyun Bin trở thành ngôi sao với bộ phim hài lãng mạn năm 2005 My Lovely Sam Soon với Kim Sun-a. Bộ phim là một cú hit lớn với rating trung bình hơn 37% và 50,5% cho tập cuối, giúp Hyun Bin giành giải thưởng nhiều giải thưởng lớn tại MBC Drama Awards.
Sau thành công của My Lovely Sam Soon, anh đóng vai chính trong bộ phim đầu tiên của mình với tư cách là một diễn viên chính trong A Millionaire's First Love. Bộ phim được nhiều khán giả tuổi teen đón nhận.
Tuy nhiên, dự án truyền hình tiếp theo, The Snow Queen đã không thành công. Anh bắt đầu chọn nhiều dự án có chiều sâu hơn, như Worlds Within năm 2008 được chắp bút bởi biên kịch Noh Hee-kyung, I Am Happy - bộ phim được chọn trình chiếu tại Liên hoan phim quốc tế Busan 2008. Năm 2009, anh đã thu hút được sự hoan nghênh phê phán trong vai diễn xã hội học trong Friend, Our Legend.

### 2010–2013: Sự nổi tiếng trên thế giới
Hyun Bin trải qua sự hồi sinh của sự nổi tiếng vào năm 2010 với Secret Garden cùng bạn diễn Ha Ji Won, một bộ phim giả tưởng lãng mạn được viết bởi Kim Eun-sook. Bộ phim đạt rating hơn 30% và thu hút được nhiều sự quan tâm về thời trang, các câu khẩu hiệu và âm nhạc. Hyun Bin nhận được sự công nhận tại SBS Drama Awards 2010, xuất sắc giành được giải thưởng Daesang cao quý mảng truyền hình tại Giải thưởng nghệ thuật Baeksang lần thứ 47 cho màn diễn xuất của mình. Anh cũng tham gia hát OST của bộ phim với "That Man". Bài hát đạt xếp hạng cao trên các nền tảng âm nhạc của Hàn Quốc.
Năm 2011, Hyun Bin đóng vai chính trong hai bộ phim: Come Rain, Come Shine (một tác phẩm độc lập chia tay tối giản của đạo diễn Lee Yoon-ki) và Late Autumn (đạo diễn Kim Tae-yong). Late Autumn là phiên bản làm lại bằng tiếng Anh của tác phẩm kinh điển Lee Man-hee năm 1966, trong đó Hyun Bin đóng vai một người đàn ông đang yêu một người phụ nữ đang ở tù đặc biệt (nữ diễn viên Trung Quốc Tang Wei). Bộ phim trở thành tác phẩm điện ảnh Hàn Quốc có doanh thu cao nhất được phát hành tại Trung Quốc cho đến nay, thu về hơn 9,5 triệu đô la Mỹ trong hai tuần, điều chưa từng có đối với một melodrama. Anh nhận được đánh giá tốt từ The Hollywood Reporter, trong đó tuyên bố: "Chính Hyun Bin là người gây ấn tượng nhiều vì thể hiện được khía cạnh bảnh bao, tự ái trong tính cách của nhân vật."
Hyun Bin tham gia Liên hoan phim quốc tế Berlin lần thứ 61, nơi hai bộ phim được chiếu. Anh mô tả vinh dự này là "thành tích hạnh phúc nhất".
Ngày 7 tháng 3 năm 2011, Hyun Bin tình nguyện phục vụ 21 tháng nghĩa vụ quân sự bắt buộc trong Thủy quân lục chiến, được coi là nơi phục vụ khó khăn nhất.  Anh xuất ngũ vào ngày 6 tháng 12 năm 2012 và được ghi nhận là một người lính gương mẫu.

### 2014–2016: Sự trở lại

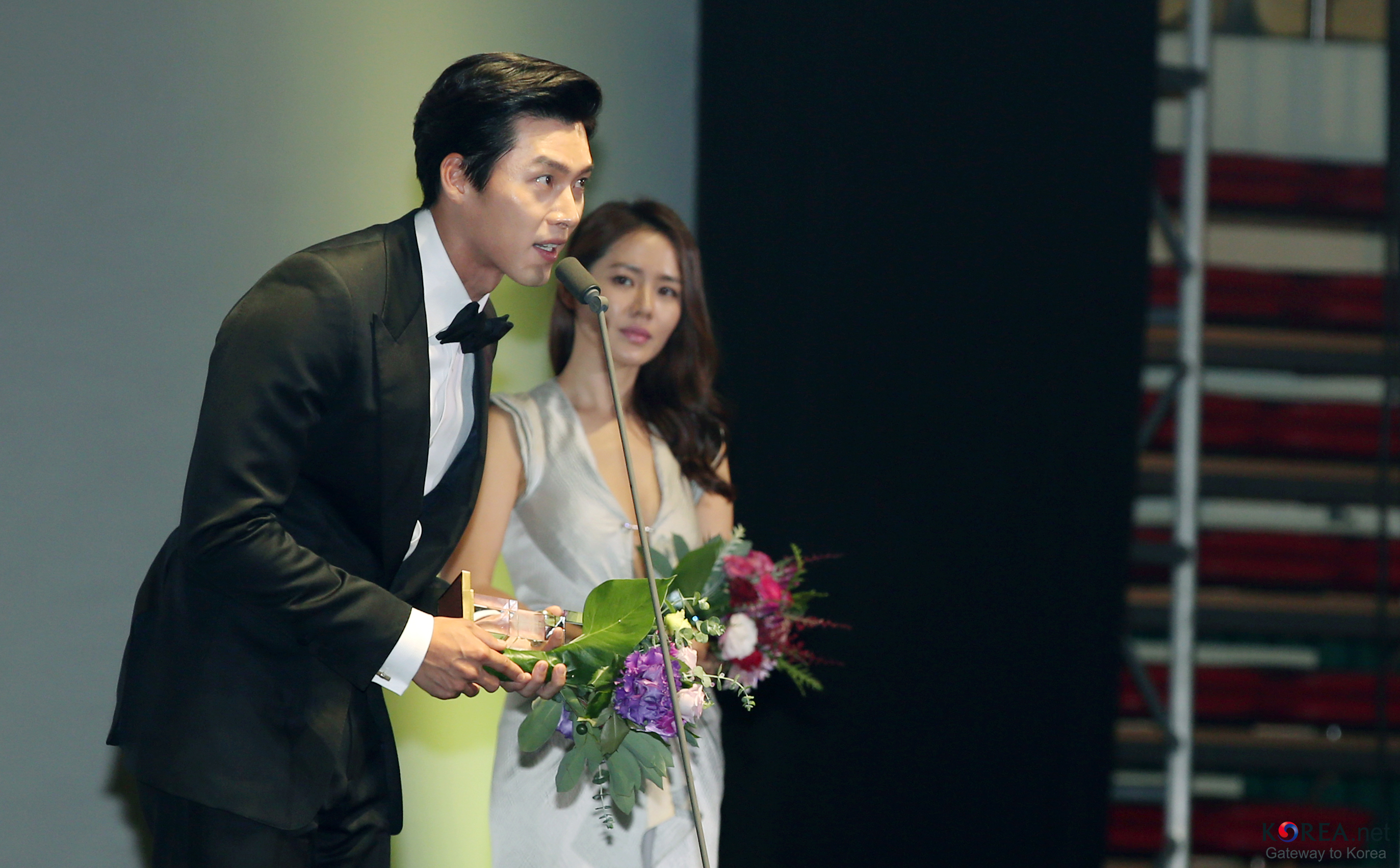
Hyun Bin nhận giải thưởng Nhà sản xuất lựa chọn tại Liên hoan phim quốc tế Bucheon năm 2014.

Trở lại diễn xuất sau khi thực hiện nghĩa vụ quân sự, Hyun Bin chọn tác phẩm The Fatal Encounter, trong vai Vua Jeongjo, người phải đối mặt với những nỗ lực tấn công và ám sát của đảng trong thời kỳ trị vì. Bộ phim được phát hành vào tháng 4 năm 2014, thu hút hơn 3 triệu lượt xem. Tuy nhiên, bộ phim không được công chúng đánh giá cao.
Hyde, Jekyll, Me là dự án tiếp theo, một bộ phim lãng mạn năm 2015, trong đó anh vào vai một người đàn ông mắc chứng rối loạn nhân cách chia rẽ (lấy cảm hứng từ nhân vật văn học) mà cả hai nhân cách cùng yêu nhau một người phụ nữ. Tuy nhiên, bộ phim cũng bị đánh giá thấp.
Tháng 1 năm 2016, Hyun Bin thành lập công ty đại diện của riêng mình, VAST Entertainment. Công ty đã trở thành công ty con của KaKao Entertainment vào năm 2019.

### 2017–nay: Sự hồi sinh nghề nghiệp
Năm 2017, Hyun Bin trở lại màn ảnh rộng với bộ phim hành động kinh dị mang tên Confidential Assignment, anh trong vai một thám tử Bắc Triều Tiên được bí mật gửi đến Hàn Quốc để bắt giữ một vòng tội phạm được tạo thành từ những kẻ phản bội Bắc Triều Tiên. Bộ phim thành công, Hyun Bin nhận được những đánh giá tích cực cho những cảnh hành động và diễn xuất hài hước của anh ấy. Sau đó, anh đóng vai chính trong bộ phim hành động tội phạm The Swindlers, cùng với Yoo Ji-tae, kể về một công tố viên có kế hoạch bắt một kẻ lừa đảo đã lừa đảo một số tiền lớn. Tác phẩm là một hit phòng vé khác cho Hyun Bin.
Năm 2018, Hyun Bin đóng vai chính trong phim kinh dị tội phạm The Negotiation cùng Son Ye-jin, lần đầu tiên hóa thân trong vai phản diện; và bom tấn zombie Rampant (do VAST Entertainment đồng sản xuất). Cùng năm đó, anh trở lại màn ảnh nhỏ với bộ phim giả tưởng Memories of the Alhambra cùng với Park Shin-hye. Bộ phim là một trong những tác phẩm truyền hình Hàn Quốc đạt rating cao nhất trong danh sách phim thuộc đài truyền hình cáp.
Năm 2019, Hyun Bin tham gia bộ phim tình cảm Crash Landing On You với tư cách là Ri Jeong-hyeok - một sĩ quan Cộng hoà Dân chủ Nhân dân Triều Tiên. Bộ phim thành công lớn, thu hút được đông đảo khán giả. Crash Landing On You cũng là bộ phim có rating cao nhất của đài tvN, cao thứ ba trong lịch sử phim thuộc đài truyền hình cáp.

## Các hoạt động cộng đồng
Sau khi gia nhập Thủy quân lục chiến để thực hiện nghĩa vụ quân sự bắt buộc và hoàn thành sáu tháng phục vụ, Hyun Bin đã tham gia "Cuộc thi marathon biển kỷ niệm khai hoang Seoul". Anh chạy 6,25 km với 400 lính thủy đánh bộ cao cấp gương mẫu. Sự kiện này được tổ chức để tưởng nhớ sự kiện có ý nghĩa lịch sử khi Thủy quân lục chiến giành lại thủ đô Seoul đã được thực hiện trong Chiến tranh Triều Tiên 6.25.
Ngày 29 tháng 10 năm 2013, Hyun Bin nhận được giải thưởng của Tổng thống tại Ngày tiết kiệm thứ 50 do Ủy ban Dịch vụ Tài chính tổ chức, vì đã tiết kiệm được 35 tỷ won (khoảng 3,3 triệu USD) trong vòng 17 năm.
Tháng 2 năm 2016, Hyun Bin tham gia vào một chiến dịch nâng cao nhận thức chống lại sự tàn ác của động vật. Là một phần của dự án, công ty VAST Entertainment của Hyun Bin đã công bố những bức ảnh anh chụp cùng một chú chó tìm kiếm và cứu hộ đã nghỉ hưu có tên "Vision".

## Đời tư
Hyun Bin sinh ra và lớn lên ở Seoul và có 1 anh trai. Anh tốt nghiệp Trường Trung học Youngdong và sau đó theo học tại Đại học Chung-Ang vào năm 2004, anh theo học chuyên ngành Sân khấu. Năm 2009, anh tiếp tục theo học tại trường đại học này để lấy bằng Thạc sĩ.

### Mối quan hệ
Ngày 1 tháng 1 năm 2021, công ty quản lý của Hyun Bin xác nhận rằng anh đang hẹn hò với nữ diễn viên Son Ye-jin, bạn diễn của anh trong The Negotiation (2018) và Crash Landing On You (2019–2020), kể từ năm 2020 sau khi Crash Landing On You kết thúc.
Ngày 10 tháng 2 năm 2022, Hyun Bin và Son Ye-jin tuyên bố kết hôn thông qua một bức thư được đăng tải trên tài khoản Instagram cá nhân của họ.
Ngày 31 tháng 3 năm 2022, Hyun Bin và Son Ye-jin kết hôn trong một buổi lễ riêng tư được tổ chức trước sự chứng kiến của cha mẹ và những người quen của hai bên gia đình.
Ngày 27 tháng 6 năm 2022, Son Ye Jin thông báo trên Instagram rằng mình đã mang thai con đầu lòng với ông xã Hyun Bin sau 3 tháng kết hôn.
Ngày 27 tháng 11 năm 2022, truyền thông Hàn Quốc đưa tin Son Ye Jin đã thuận lợi hạ sinh bé trai đầu lòng dù sớm hơn vài tuần so với ngày dự sinh. Công ty quản lý của nữ diễn viên lên tiếng xác nhận thông tin trên là chính xác và cho biết sức khỏe của cô cùng em bé đều ổn định.

## Danh sách phim

### Phim điện ảnh
| Năm  | Tên Tiếng Anh                            | Tên Tiếng Hàn             | Vai            | Nguồn  |
| ---- | ---------------------------------------- | ------------------------- | -------------- | ------ |
| 2004 | Spin Kick                                | 돌려차기                  | Lee Min Kyu    | [ 7 ]  |
| 2005 | Daddy Long Legs                          | 키다리 아저씨             | Hyung-joon     | [ 8 ]  |
| 2006 | A Millionaire's First Love               | 백만장자의 첫사랑         | Kang Jae-kyung | [ 9 ]  |
| 2009 | I'm Happy                                | 나는 행복합니다           | Jo Man-soo     | [ 10 ] |
| 2011 | Late Autumn                              | 만추                      | Hoon           | [ 11 ] |
| 2011 | Come Rain, Come Shine                    | 사랑한다, 사랑하지 않는다 | Hwang Ji-seok  | [ 12 ] |
| 2014 | The Fatal Encounter                      | 역린                      | Vua Jeongjo    | [ 13 ] |
| 2017 | Confidential Assignment                  | 공조                      | Im Cheol-ryung | [ 14 ] |
| 2017 | The Swindlers                            | 꾼                        | Hwang Ji-sung  | [ 15 ] |
| 2018 | The Negotiation                          | 협상                      | Min Tae-gu     | [ 16 ] |
| 2018 | Rampant                                  | 창궐                      | Lee Chung      | [ 17 ] |
| 2022 | Confidential Assignment 2: International | 공조2: 인터내셔날         | Im Cheol-ryung |        |
| 2023 | The Point Men                            | 교섭                      | Park Dae-sik   |        |
|      | Harbin                                   |                           |                |        |

### Phim truyền hình
| Năm       | Tên Tiếng Anh            | Tên Tiếng Hàn        | Vai                       | Kênh | Nguồn                |
| --------- | ------------------------ | -------------------- | ------------------------- | ---- | -------------------- |
| 2003      | Bodyguard                | 보디가드             | stalker                   | KBS2 | [ 18 ]               |
| 2004      | Nonstop 4                | 논스톱 4             | Hyun Bin                  | MBC  | [ 19 ]               |
| 2004      | Ireland                  | 아일랜드             | Kang Gook                 | MBC  | [ 20 ]               |
| 2005      | My Lovely Sam Soon       | 내 이름은 김삼순     | Hyun Jin-heon             | MBC  | [ 21 ]               |
| 2005      | Nonstop 5                | 논스톱 5             | cameo                     | MBC  | [ 22 ]               |
| 2006      | The Snow Queen           | 눈의 여왕            | Han Tae-woong/Han Deuk-gu | KBS2 | [ 23 ]               |
| 2008      | Worlds Within            | 그들이 사는 세상     | Jung Ji-oh                | KBS2 | [ 24 ]               |
| 2009      | Friend, Our Legend       | 친구, 우리들의 전설  | Han Dong-soo              | MBC  | [ 25 ] [ 26 ] [ 27 ] |
| 2010      | Secret Garden            | 시크릿 가든          | Kim Joo-won               | SBS  | [ 28 ] [ 29 ]        |
| 2015      | Hyde Jekyll, Me          | 하이드 지킬, 나      | Gu Seo-jin/Robin          | SBS  | [ 30 ]               |
| 2018–2019 | Memories of the Alhambra | 알함브라 궁전의 추억 | Yoo Jin-woo               | tvN  | [ 31 ]               |
| 2019–2020 | Crash Landing On You     | 사랑의 불시착        | Ri Jeong-hyuk             | tvN  | [ 32 ]               |

### Chương trình truyền hình
| Năm       | Tên                                                        | Vai trò          | Kênh | Nguồn  |
| --------- | ---------------------------------------------------------- | ---------------- | ---- | ------ |
| 2010-2011 | Tears of Africa                                            | Người dẫn chuyện | MBC  | [ 33 ] |
| 2012      | Tears of the Earth - from the North Pole to the South Pole | Người dẫn chuyện | MBC  | [ 34 ] |

### Video âm nhạc
| Năm  | Tên bài hát | Nghệ sĩ        | Nguồn  |
| ---- | ----------- | -------------- | ------ |
| 2003 | 내탓이죠    | Herb           |        |
| 2005 | Memory      | Kim Bum-soo    | [ 35 ] |
| 2006 | Hey U       | Lemon Tree     | [ 36 ] |
| 2018 | Reply       | Kim Dong-ryool | [ 37 ] |

## Danh sách đĩa hát
| Năm  | Tên               | Ghi chú                | Nguồn  |
| ---- | ----------------- | ---------------------- | ------ |
| 2010 | Dream In My Heart |                        |        |
| 2011 | Can't Have You    | Friend, Our Legend OST | [ 38 ] |
| 2011 | That Man          | Secret Garden OST      | [ 39 ] |

## Đại sứ
| Năm  | Ghi chú                                              | Nguồn  |
| ---- | ---------------------------------------------------- | ------ |
| 2009 | Đại sứ của Pink Ribbon Love Marathon                 | [ 40 ] |
| 2011 | Đại sứ PR của "Hyundai Grandeur" của Hyundai Motors  | [ 41 ] |
| 2013 | Đại sứ PR của "The New K5" của Kia Motors            | [ 42 ] |
| 2014 | Đại sứ quảng cáo của Đại hội thể thao châu Á Incheon | [ 43 ] |
| 2016 | Đại sứ quảng cáo của Gwangju Biennale                | [ 44 ] |

## Giải thưởng và đề cử
| Năm  | Giải thưởng                                       | Hạng mục                                                 | Tên phim                               | Kết quả   | Nguồn  |
| ---- | ------------------------------------------------- | -------------------------------------------------------- | -------------------------------------- | --------- | ------ |
| 2004 | MBC Entertainment Awards                          | Giải thưởng đặc biệt, hạng mục nam diễn viên truyền hình | Nonstop 4                              | Đoạt giải | [ 45 ] |
| 2004 | MBC Drama Awards                                  | Nam diễn viên mới xuất sắc nhất                          | Ireland                                | Đoạt giải | [ 46 ] |
| 2005 | 41st Baeksang Arts Awards                         | Nam diễn viên mới xuất sắc nhất (TV)                     | Ireland                                | Đề cử     |        |
| 2005 | MBC Drama Awards                                  | Giải thưởng nam diễn viên xuất sắc hàng đầu              | My Lovely Sam Soon                     | Đoạt giải | [ 47 ] |
| 2005 | MBC Drama Awards                                  | Popularity Award                                         | My Lovely Sam Soon                     | Đoạt giải | [ 48 ] |
| 2005 | MBC Drama Awards                                  | Best Couple Award với Kim Sun-a                          | My Lovely Sam Soon                     | Đoạt giải | [ 48 ] |
| 2006 | 42nd Baeksang Arts Awards                         | Nam diễn viên được yêu thích nhất                        | A Millionaire's First Love             | Đoạt giải | [ 49 ] |
| 2006 | KBS Drama Awards                                  | Nam diễn viên xuất sắc                                   | The Snow Queen                         | Đề cử     |        |
| 2006 | KBS Drama Awards                                  | Giải thưởng phổ biến                                     | The Snow Queen                         | Đoạt giải | [ 50 ] |
| 2006 | KBS Drama Awards                                  | Netizen Award                                            | The Snow Queen                         | Đoạt giải | [ 50 ] |
| 2006 | KBS Drama Awards                                  | Best Couple Award với Sung Yu-ri                         | The Snow Queen                         | Đoạt giải | [ 50 ] |
| 2007 | 43rd Baeksang Arts Awards                         | Nam diễn viên chính xuất sắc nhất                        | The Snow Queen                         | Đề cử     |        |
| 2008 | KBS Drama Awards                                  | Excellence Award                                         | Worlds Within                          | Đề cử     |        |
| 2009 | MBC Drama Awards                                  | Excellence Award Actor                                   | Friend, Our Legend                     | Đề cử     |        |
| 2010 | SBS Drama Awards                                  | Top Excellence Award                                     | Secret Garden                          | Đoạt giải | [ 51 ] |
| 2010 | SBS Drama Awards                                  | Top 10 Stars                                             | Secret Garden                          | Đoạt giải | [ 51 ] |
| 2010 | SBS Drama Awards                                  | Netizen Popularity Award                                 | Secret Garden                          | Đoạt giải | [ 51 ] |
| 2010 | SBS Drama Awards                                  | Best Couple Award với Ha Ji-won                          | Secret Garden                          | Đoạt giải | [ 51 ] |
| 2011 | 47th Baeksang Arts Awards                         | Grand Prize (Daesang) TV                                 | Secret Garden                          | Đoạt giải | [ 52 ] |
| 2011 | 47th Baeksang Arts Awards                         | Nam diễn viên chính xuất sắc nhất                        | Secret Garden                          | Đề cử     |        |
| 2011 | 6th Seoul International Drama Awards              | Outstanding Korean Actor                                 | Secret Garden                          | Đề cử     |        |
| 2014 | 18th Puchon International Fantastic Film Festival | Giải thưởng lựa chọn của nhà sản xuất                    | —                                      | Đoạt giải | [ 53 ] |
| 2015 | SBS Drama Awards                                  | Giải thưởng nam diễn viên xuất sắc hàng đầu              | Hyde, Jekyll, Me                       | Đề cử     |        |
| 2017 | 6th Korea Film Actors Association Awards          | Giải thưởng ngôi sao hàng đầu                            | Confidential Assignment, The Swindlers | Đoạt giải | [ 54 ] |
| 2019 | 55th Baeksang Arts Awards                         | Nam diễn viên chính xuất sắc nhất                        | Memories of the Alhambra               | Đề cử     | [ 55 ] |
| 2020 | 56th Baeksang Arts Awards                         | Nam diễn viên chính xuất sắc nhất                        | Crash Landing On You                   | Đề cử     | [ 56 ] |
| 2020 | 56th Baeksang Arts Awards                         | Tiktok Popularity Award                                  | Crash Landing On You                   | Đoạt giải |        |
| 2021 | 7th APAN Star Awards                              | Grand Prize (Daesang)                                    | Crash Landing On You                   | Đoạt giải |        |